# 老鸭河
老鸭河（俄语：Река Старая Утка）或天城川（日语：／）是萨哈林州霍尔姆斯克区的河流，长21公里，流域面积52.4平方公里，注入季奥布特河。